# هومر هيلي
هومر هيلي (بالإنجليزية: Homer Hailey)‏ هو داعية أمريكي، ولد في 12 أغسطس 1903 في مارشال في الولايات المتحدة، وتوفي في 9 نوفمبر 2000 في توسان في الولايات المتحدة.